# 岐阜近鉄タクシー
岐阜近鉄タクシー株式会社（ぎふきんてつタクシー）は、近鉄グループの中間持株会社近鉄タクシーホールディングスの傘下のタクシー会社である。

## 沿革
- 1945年 - 西濃合同自動車設立（岐阜近鉄タクシーの前身）
- 1995年 - 現社名に商号変更

## 営業エリア
大垣市 配車センター
- 大垣市エリア
  - 待機：大垣駅
- 神戸町エリア
  - 待機：広神戸駅
- 垂井町エリア
  - 待機：垂井駅
- 関ケ原町エリア
  - 待機：関ケ原駅
- 養老町高田エリア
  - 待機：美濃高田駅、養老駅